# Cchao Ťien-ming
Cchao Ťien-ming (čínsky pchin-jinem Cáo Jiànmíng, znaky 曹建明; * 24. září 1955) je bývalý čínský komunistický právník a politik, generální prokurátor Nejvyšší lidové prokuratury (2008–2018), později místopředseda stálého výboru Všečínského shromáždění lidových zástupců (2018–2023). Předtím přednášel právo na Východočínské univerzitě politických věd a práva a od roku 1999 působil na Nejvyšším soudu jako jeho místopředseda. Od roku 2002 byl kandidátem ústředního výboru KS Číny, v letech 2007–2022 jeho členem.

## Život
Cchao Ťien-ming se narodil 24. září 1955 v Šanghaji, jeho otec byl ředitelem státní továrny, během kulturní revoluce označený za „kapitalistu“ a pronásledovaný. Po absolvování střední školy roku 1972 pracoval Cchao Ťien-ming v malé restauraci v šanghajském obvodu Ťing-an, roku 1973 vstoupil do Komunistické strany Číny, načež působil jako zástupce tajemníka stranické organizace pobočky a zástupce tajemníka organizace svazu mládeže v síti restaurací ťingnanského obvodu. Od roku 1975 vedl politickou sekci úřadu pro zdravotnictví šanghajské městské správy, roku 1975 přitom působil v jižním An-chueji v podnicích takzvané „třetí malé linie“ a koncem roku 1975 byl se zdravotnickou brigádou vyslán k pomoci obětem zemětřesení v Tchang-šanu. Po obnovení chodu vysokých škol byl roku 1979 přijat ke studiu práv na Východočínské univerzitě politických věd a práva, kterou absolvoval po čtyřech letech a pokračoval v magisterském studiu mezinárodního práva tamtéž.
Po studiích zůstal na univerzitě jako vyučující, zástupce vedoucího a vedoucí odboru mezinárodního práva; v letech 1988–1989 absolvoval stáž na univerzitě v Gentu a roku 1990 přenášel na Sanfranciské univerzitě; roku 1991 byl jmenován profesorem, nejmladším profesorem práv v Číně. Roku 1995 převzal funkci výkonného viceprezidenta univerzity, o dva roky později povýšil na prezidenta univerzity. V listopadu 1999 byl stálým výborem Všečínského shromáždění lidových zástupců zvolen místopředsedou Nejvyššího lidového soudu. Na XVI. sjezdu KS Číny v listopadu 2002 byl zvolen kandidátem ústředního výboru a na následujícím XVII. sjezdu KS Číny v říjnu 2007 členem ústředního výboru (znovuzvolen na sjezdech v letech 2012 a 2017, členem zůstal do sjezdu roku 2022). Působil také jako předseda nebo místopředseda různých právnických a soudcovských odborných společností (Národního kolegia soudců, Společnosti pro výzkum teorie soudního procesu Čínské právnické společnosti,Čínské společnosti mezinárodního práva, Čínské společnosti pro práva duševního vlastnictví, Čínské asociace soudců).
V březnu 2008 byl Všečínským shromáždění lidových zástupců zvolen generálním prokurátorem Nejvyšší lidové prokuratury, v březnu 2013 byl znovu zvolen na druhé funkční období. V březnu 2018 po uplynutí druhého období odešel z prokuratury a náhradou byl zvolen místopředsedou stálého výboru Všečínského shromáždění lidových zástupců. Místopředsedou parlamentu zůstal jedno funkční období, do března 2023, kdy odešel do důchodu.